# Jardinópolis
Jardinópolis là một đô thị thuộc bang Santa Catarina, Brasil. Đô thị này có diện tích 68,097 km², dân số năm 2007 là 1851 người, mật độ 26,6 người/km².